# 余焕春
余焕春（1935年12月—），男，安徽黟县人，中华人民共和国政治人物。

## 生平
余焕春是安徽省黄山市黟县西递村人。1952年，加入中国共产党。1964年，毕业于复旦大学新闻系。历任九江市政法办公室秘书，《人民日报》编辑、记者、总编室主任。1978年6月8日，在文化组第二次会议上，时任人民日报记者部副主任发言，要求为四五运动平反。后担任编委会委员、副秘书长兼办公室主任。编委员委员、副秘书长兼办公室主任，《人民政协报》编委会委员，《人民日报》副总编辑兼海外版主编。1985年，参与筹办《人民日报》海外版。1991年，调任中共四川省委宣传部副部长。1993年，调任《经济日报》副总编辑。